# Armata przeciwpancerna

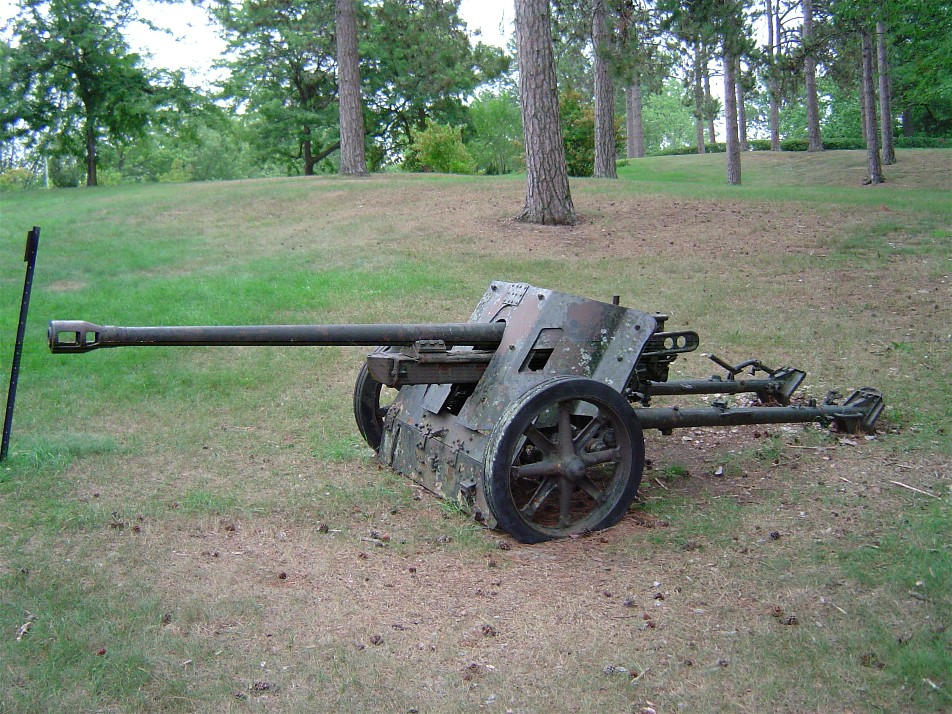
Niemiecka armata przeciwpancerna PaK 38

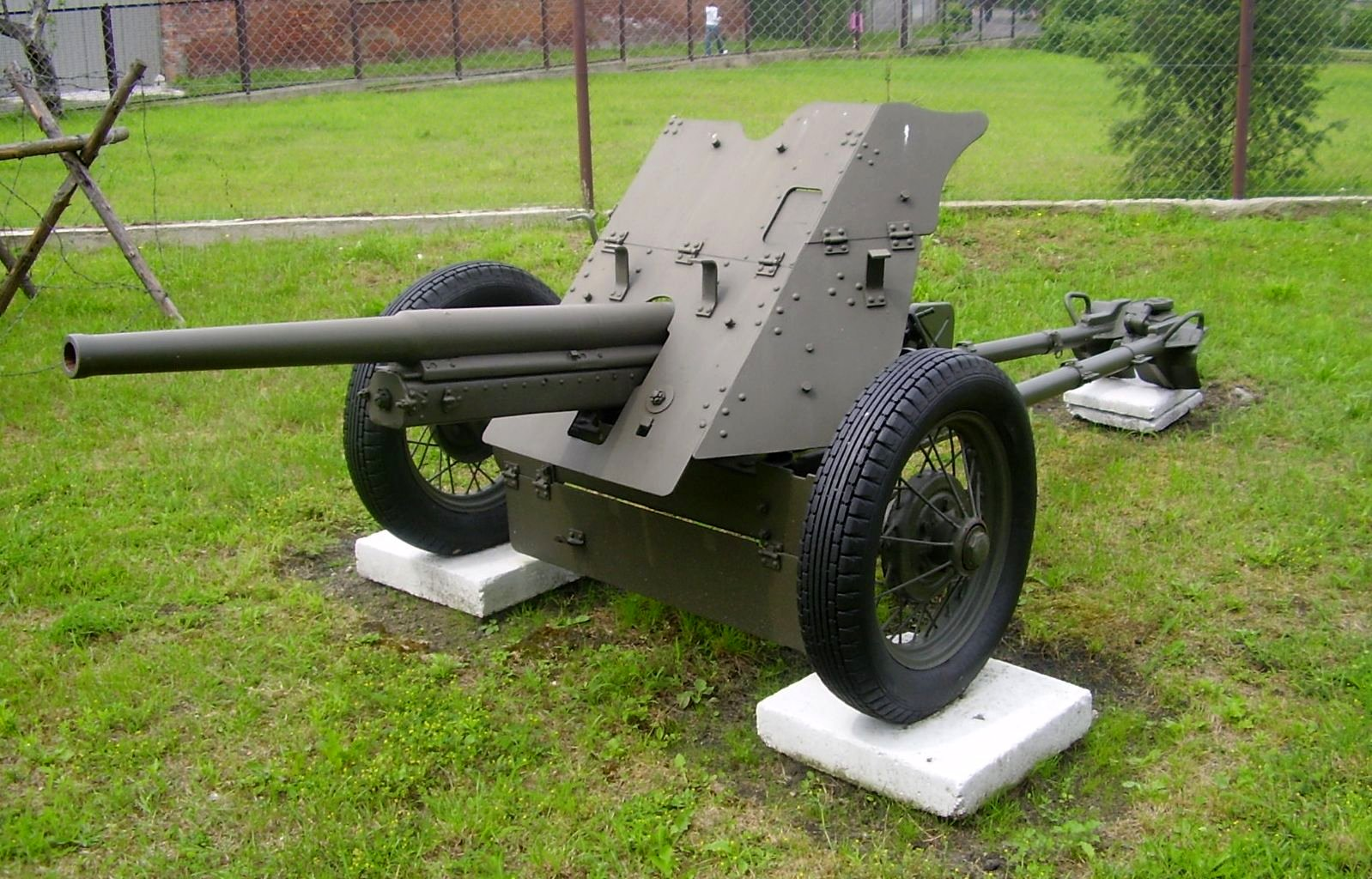
Radziecka armata przeciwpancerna wz. 1937 (53-K)

Armata przeciwpancerna (armata ppanc) – armata przystosowana konstrukcyjnie do zwalczania opancerzonych pojazdów bojowych, głównie czołgów, ogniem na wprost. Przede wszystkim przez armaty przeciwpancerne rozumie się armaty holowane, aczkolwiek większość armat czołgowych, stanowiących uzbrojenie czołgów i samobieżnych dział przeciwpancernych (niszczycieli czołgów) jest także z technicznego punktu widzenia armatami przeciwpancernymi.

## Charakterystyka
Względem innych rodzajów dział armata przeciwpancerna wyróżnia się przede wszystkim posiadaniem odpowiednich przyrządów celowniczych, umożliwiających prowadzenie celnego ognia bezpośredniego (na wprost) do pojazdów, oraz używaniem amunicji przeciwpancernej. W celu uzyskania dużej prędkości wylotowej i celności, działa przeciwpancerne miały długą lufę (długości 40–50 kalibrów, aż do powyżej 70 kalibrów). Armaty przeciwpancerne miały zwykle mniejszy kaliber od współczesnych im armat polowych, gdyż z uwagi na większą prędkość wylotową pocisków, wystarczający do przebicia pancerza był pocisk o mniejszym kalibrze, a mniej istotny był efekt kruszący. Sprzyjało to większej szybkostrzelności armat przeciwpancernych, a przy tym mogły one mieć na ogół mniejsze wymiary i masę oraz większą mobilność od dział polowych, co ułatwiało ich maskowanie na polu walki i umożliwiało zmianę stanowiska na małe odległości siłami obsługi. Armaty przeciwpancerne miały również zwykle większe kąty ostrzału w poziomie, umożliwiające zwalczanie celów ruchomych bez konieczności zmiany stanowiska. 
Do armat przeciwpancernych używano prawie wyłącznie naboi zespolonych. Początkowo używano jedynie zwykłych pocisków przeciwpancernych z litej stali (pełnokalibrowych – angielskie oznaczenie: AP), lub z niewielkim ładunkiem kruszącym (APHE). Ich późniejszą odmianą były pociski z czepcem (APC, APCBC). Podczas II wojny światowej wprowadzono pociski rdzeniowe i podkalibrowe (APCR, APDS) oraz kumulacyjne (HEAT), pozwalające na znaczne zwiększenie przebijalności. Po wojnie pojawiły się pociski podkalibrowe stabilizowane brzechwowo (APFSDS), aczkolwiek stosowane głównie w armatach czołgowych.
Często armaty przeciwpancerne, mogły również strzelać pociskami kruszącymi (HE) ogniem pośrednim, jak artyleria polowa (w działach mniejszych kalibrów skuteczność pocisków kruszących była ograniczona przez niewielką masę pocisku). Z drugiej strony, począwszy od II wojny światowej, armaty polowe mogły zwykle również zwalczać cele opancerzone pociskami przeciwpancernymi, podobnie jak armaty przeciwlotnicze.

## Historia
Potrzeba posiadania artylerii przeciwpancernej stała się widoczna po wprowadzeniu pierwszych czołgów, pod koniec I wojny światowej. Początkowo do celów zwalczania czołgów próbowano używać armat polowych – z różnym powodzeniem z powodu braku odpowiednich celowników i posiadania niewielkich kątów ostrzału. Nieco lepsze do tego celu były działa piechoty – bardziej mobilne i o mniejszym kalibrze. Specjalne działa przeciwpancerne zaczęto produkować jednak dopiero w latach 30. XX wieku. Typowy dla dział tego okresu, używanych aż do początku II wojny światowej, był kaliber 37 mm, rzadziej 47 mm lub kalibry pośrednie (40 mm, 45 mm). Mniejszym, rzadziej stosowanym kalibrem był 25 mm. Armaty tych kalibrów określane są także potocznie jako działka przeciwpancerne. Pierwsze doświadczenia II wojny światowej wymogły opracowanie nowych cięższych dział przeciwpancernych, o długiej lufie i kalibrze 50 lub 57 mm. W połowie wojny, standardowym kalibrem dział przeciwpancernych stał się 75 lub 76 mm. Pod koniec wojny, wprowadzenie nowych czołgów ciężkich wymogło pojawienie się ciężkich armat przeciwpancernych kaliber 88 mm, 100 mm, a nawet 128 mm (aczkolwiek już od 1940 roku Niemcy zaczęli z sukcesem używać do zwalczania czołgów ciężkich uniwersalnych armat przeciwlotniczych 88 mm). Były to już jednak konstrukcje ciężkie (5–10 ton), nieporęczne na polu walki.
Po II wojnie światowej, dalszy rozwój armat przeciwpancernych uległ przyhamowaniu. Wkrótce zaczęto je wycofywać z uzbrojenia, zwłaszcza w krajach zachodnich. Nieco dłużej rozwijane były w ZSRR. Po wojnie powstało niewiele nowych konstrukcji holowanych armat przeciwpancernych, których kaliber na ogół nie przekraczał 100 mm, sporadycznie 125 mm. Przyczynami tego było m.in. pojawienie się lekkich dział bezodrzutowych z pociskami kumulacyjnymi, a następnie, od lat 60. XX w., przeciwpancernych pocisków kierowanych.